# Le Mont-sur-Lausanne
Le Mont-sur-Lausanne és un municipi del cantó suís del Vaud, situat al districte de Lausanne.